# PZL I-22 Iryda

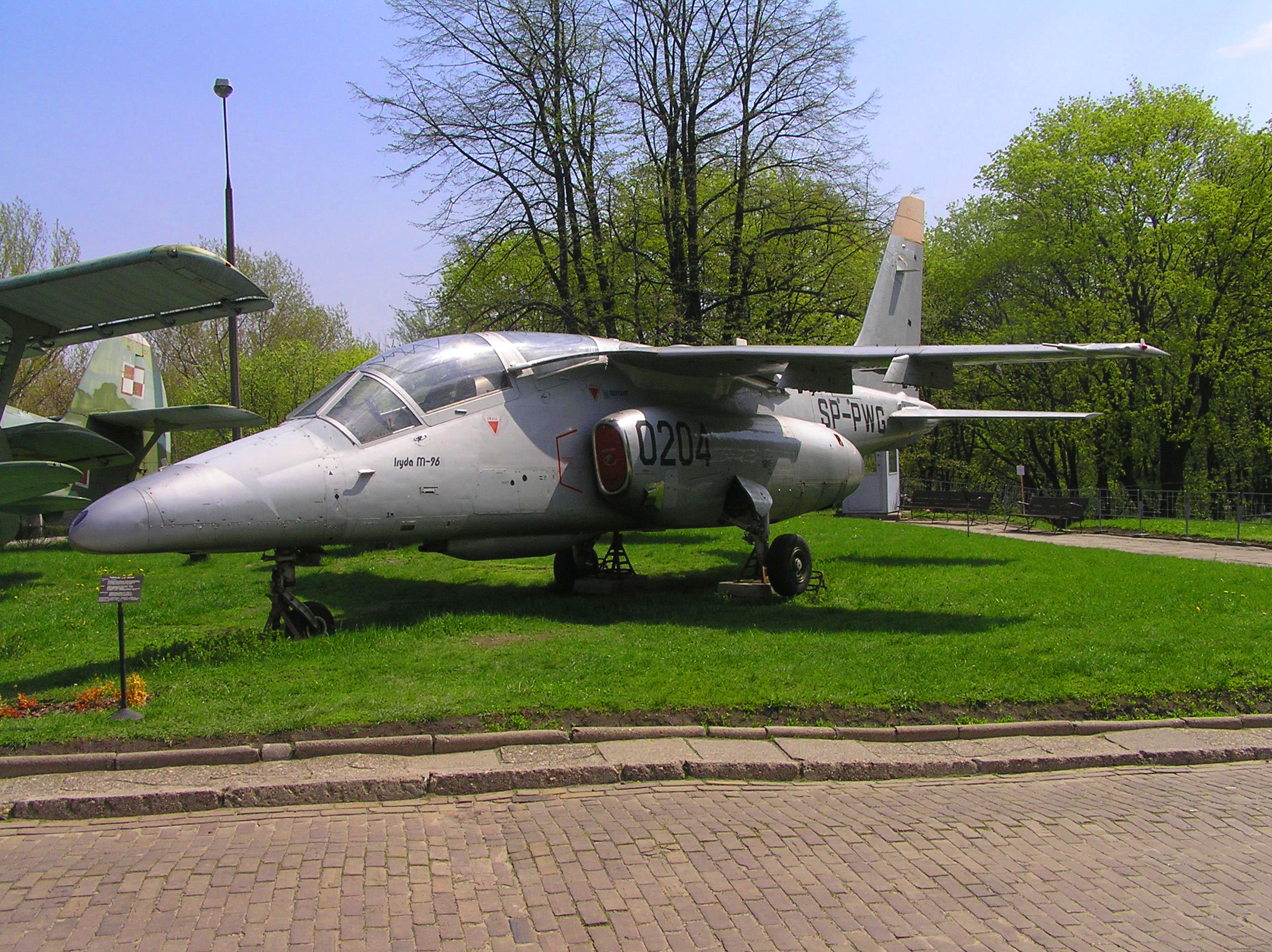
PZL I-22 Iryda in esposizione statica a Varsavia.

Il PZL I-22 Iryda era un aereo da addestramento prodotto dall'azienda polacca Państwowe Zakłady Lotnicze (PZL) negli anni novanta, realizzato anche nelle versioni M93 Iryda ed M96 Iryda, mai entrato in servizio operativo.

## Storia del progetto
Nel 1976 venne avviato, all'Instytut Lotnictwa (Istituto d'Aeronautica) un programma per lo sviluppo di un nuovo addestratore destinato all'aeronautica militare polacca, in sostituzione del PZL TS-11 Iskra.
Il progetto fu cancellato negli anni novanta, principalmente, a causa di problemi finanziari. Un'altra ragione della cancellazione, fu l'incidente occorso ad un velivolo di pre-produzione, avvenuto per via del superamento dei limiti strutturali dell'aereo troppo sollecitato dalle vibrazioni prodotte dal flusso dell'aria sulla fusoliera.

## Impiego operativo
L'Iryda rimase in servizio per soli 4 anni tra le file dell'aeronautica militare polacca e ne vennero costruiti 8 esemplari.
Alcuni di questi sono tuttora in esposizione statica nei musei a tema aeronautico.

## Utilizzatori
Polonia
- Siły Powietrzne

operò con 8 esemplari, tra il 1992 ed il 1996, ora ritirati.

## Velivoli comparabili
Francia/Germania
- Dassault-Dornier Alpha Jet

 Giappone
- Kawasaki T-4

 Italia
- Aermacchi MB-339